# Gouvernement Arévalo
République du Guatemala
Alejandro Giammattei 
Le gouvernement Arévalo est le gouvernement du Guatemala depuis le 15 janvier 2024, dont le président est Bernardo Arévalo. Il succède au gouvernement Giammattei (en)

## Contexte
Le 20 août 2023, Bernardo Arévalo et Karin Herrera ont été élus au second tour pour assumer les fonctions de président et de vice-président de la République, avec 60 % du total des suffrages. Le Tribunal électoral suprême a officialisé les résultats le 28 août 2023 avec un procès-verbal scruté à 100 %.
En raison de la transition troublée qu'a connue le gouvernement élu, les noms des ministres n'ont pas été officiellement confirmés par l'équipe du président élu. En décembre 2023, le président du Conseil permanent de l' Organisation des États américains, Ronald Sanders, a déclaré que la vice-présidente élue Karin Herrera l'avait informé que huit des quatorze ministères seraient occupés par des femmes, ce serait le premier gouvernement à majorité féminine dans l'histoire du pays.

## Composition
| Image                             | Fonction                                                            | Nom | Nom                                              | Parti   |
| --------------------------------- | ------------------------------------------------------------------- | --- | ------------------------------------------------ | ------- |
|                                   | Président                                                           |     | Bernardo Arévalo                                 | Semilla |
|                                   | Vice-présidente                                                     |     | Karin Herrera                                    | Semilla |
|                                   | Ministre des Relations extérieures                                  |     | Carlos Ramiro Martínez (es)                      | Indép.  |
|                                   | Ministre de la Défense                                              |     | Henry Sáenz Ramos                                | Indép.  |
|                                   | Ministre des Finances publiques                                     |     | Jonathan Menkos (es)                             | Semilla |
|                                   | Ministre de l'Économie                                              |     | Gabriela García-Quinn                            | Indép.  |
|                                   | Ministre de l'Intérieur                                             |     | Francisco Jiménez Irungaray (es)                 | Indép.  |
|                                   | Ministre du Travail et de la Protection sociale                     |     | Miriam Roquel                                    | Winaq   |
|                                   | Ministre de la Santé et de l'Assistance sociale                     |     | Oscar Cordón Cruz (jusqu'au 15/06/2024)          | Indép.  |
|                                   | Ministre de la Santé et de l'Assistance sociale                     |     | Joaquín Barnoya                                  | Indép.  |
|                                   | Ministre de l'Énergie et Mines                                      |     | Víctor Hugo Ventura Ruiz                         | Indép.  |
|                                   | Ministre de l'Agriculture, élevage et alimentation                  |     | Maynor Estrada Rosales                           | Semilla |
|                                   | Ministre de l'Éducation                                             |     | Anabella Giracca                                 | Semilla |
|                                   | Ministre du Développement social                                    |     | Abelardo Pinto                                   | Semilla |
|                                   | Ministre des Communications, des Infrastructures et du Logement     |     | Jazmín De la Vega Espinoza (jusqu'au 17/05/2024) | Indép.  |
|                                   | Ministre des Communications, des Infrastructures et du Logement     |     | Félix Alvarado                                   | Semilla |
|                                   | Ministre de l'Environnement et des Ressources naturelles            |     | Maria José Iturbide (jusqu'au 11/04/2024)        | Indép.  |
|                                   | Ministre de l'Environnement et des Ressources naturelles            |     | Patricia Orantes                                 | Semilla |
|                                   | Ministre de la Culture et des Sports                                |     | Liwy Grazioso Sierra                             | Indép.  |
| Secrétariats liés à la Présidence |                                                                     |     |                                                  |         |
|                                   | Secrétaire général de la Présidence                                 |     | Juan Gérardo Guerrero                            | Semilla |
|                                   | Secrétaire privé de la Présidence                                   |     | Ana Glenda Tager                                 | Indép.  |
|                                   | Secrétaire à la Communication sociale de la Présidence              |     | Haroldo Sánchez (jusqu'au 15/07/2024)            | Indép.  |
|                                   | Secrétaire à la Communication sociale de la Présidence              |     | Santiago Palomo                                  | Indép.  |
|                                   | Secrétaire au Renseignement stratégique de l'État                   |     | Christian Espinoza                               | Semilla |
|                                   | Secrétaire de la Planification et de Programmation de la Présidence |     | Carlos Mendoza                                   | Semilla |